# المقران (جبلة)

تعديل مصدري - تعديل

المقران محلة تابعة لقرية الجراجر، التابعة لعزلة الربادي بمديرية جبلة إحدى مديريات محافظة إب في الجمهورية اليمنية، بلغ تعداد سكانها 69 حسب تعداد اليمن لعام 2004.